# Crioceris paracenthesis
Crioceris paracenthesis is een keversoort uit de familie bladkevers (Chrysomelidae). De wetenschappelijke naam van de soort werd in 1767 gepubliceerd door Linnaeus.